# Ilia Klebanov
Ilia Iossifovitch Klebanov (né le 7 mai 1951 à Leningrad) est un homme politique russe. Il est actuellement envoyé plénipotentiaire du président pour le district fédéral du Nord-Ouest de la fédération de Russie.
Il a le grade civil de Conseiller d'État effectif de la fédération de Russie de 1re classe.

## Carrière
Klebanov sort, en 1974, de l'Institut polytechnique M.I. Kalinine de Leningrad avec un diplôme en ingénierie électrique. Il entre à l'Association d'Optique et de Mécanique de Leningrad (LOMO) à Saint-Pétersbourg, et gravit progressivement les échelons avant de la quitter en 1997 après en avoir été le directeur pendant 7 ans.
À partir de 1997–1998, il travaille à l'Administration de la ville de Saint-Pétersbourg comme Premier gouverneur adjoint avec pour responsabilité les politiques économiques et industrielles. Klebanov est nommé Vice-Premier ministre de la fédération de Russie responsable des industries militaires en mai 1998. Il reçoit la mission de réformer l'industrie des armes pendant qu'il était en poste. Cependant, il rencontre une forte opposition lorsqu'il essaye de réduire le nombre des 170 organisations du secteur.

## Opération de sauvetage et enquête sur le naufrage duKoursk
Le 14 août 2000, le Président Poutine le charge - en tant que Vice-Premier ministre - des opérations de sauvetage des marins du K-141 Koursk. Le 20 ou 29 août, il annonce que la cause probable du naufrage était un « fort “impact dynamique externe” correspondant au “premier événement” », probablement une collision avec un sous-marin étranger ou un important bâtiment de surface ou que le sous-marin avait heurté une mine de la Seconde Guerre mondiale. Cette version sera par la suite officiellement rejetée par les autorités russes,. En février 2002, Poutine nomme Klebanov Ministre de l'Industrie, de la Science et de la Technologie. Ce changement de portefeuille est vue par beaucoup comme une perte de faveur.
Le 1er novembre 2003, il est nommé Envoyé du Président dans le district fédéral du Nord-Ouest. Il a été suggéré[Qui ?] que cela avait pour but de rapprocher la grande ville du Nord, Mourmansk, de la capitale Moscou[réf. nécessaire].